# ماوريسيو بينيدا
ماوريسيو بينيدا (بالإسبانية: Mauricio Pineda)‏ (مواليد 13 يوليو 1975) هو لاعب كرة قدم. يلعب مع منتخب الأرجنتين لكرة القدم. سبق له أن لعب في كأس العالم لكرة القدم مع منتخب بلاده.

## مسيرته الكروية
لعب ماوريسيو بينيدا خلال مسيرته الاحترافية مع 7 أندية في أربعة عشر موسمًا وسجل خلالها 6 أهداف ضمن 185 مباراة. ولم يفز بأي موسم بالكأس أو بالدوري.
خاض ماوريسيو بينيدا مسيرته مع نادي هوراكان في موسم 1993–94 ليلعب معه أربعة مواسم، مشاركًا في 74 مباراة سجل خلالها 6 أهداف. ثم انتقل إلى نادي بوكا جونيورز في موسم 1996–97 ولمدة موسمين، حيث شارك في 23 مباراة ولم يسجل أي هدف. لينتقل بعدها إلى نادي أودينيزي في موسم 1997–98 في المرة الأولى لمدة موسم واحد ثم في موسم 1999–00 ولمدة موسمين ثم في موسم 2001–02 لمدة موسم واحد، مشاركًا طوالها في 35 مباراة ولم يسجل أي هدف أيضًا. ثم انتقل إلى نادي ريال مايوركا في موسم 1998–99 لمدة موسم واحد، مشاركًا في 4 مباريات ولم يسجل أي هدف أيضًا. هذا وانتقل لاحقًا إلى نادي نابولي في موسم 2000–01 لمدة موسم واحد، مشاركًا في 22 مباراة ولم يسجل أي هدف أيضًا. ثم انتقل بعدها إلى نادي كالياري في موسم 2002–03 لمدة موسم واحد، مشاركًا في 22 مباراة ولم يسجل أي هدف أيضًا. ليعود وينتقل من جديد، لكن هذه المرة إلى نادي لانوس في موسم 2003–04 لمدة موسم واحد، مشاركًا في 5 مباريات ولم يسجل أي هدف أيضًا.

## روابط خارجية
- ماوريسيو بينيدا على موقع الاتحاد الدولي (مؤرشف)  (الإنجليزية)
- ماوريسيو بينيدا على موقع قاعدة بيانات كرة القدم.إي يو (الإنجليزية)
- ماوريسيو بينيدا على موقع ناشيونال فوتبول تيمز (الإنجليزية)
- ماوريسيو بينيدا على موقع Soccerway.com (الإنجليزية)
- ماوريسيو بينيدا على موقع عالم كرة القدم.نت (الإنجليزية)
- ماوريسيو بينيدا على موقع أوليمبيديا (الإنجليزية)